# 10 найбільш розшукуваних злочинців світу
Десять найбільш розшукуваних злочинців світу — список, що публікується медіа-компанією Forbes. Список містить імена десяти злочинців, яких Forbes вибирає за допомогою міжнародних правоохоронних органів. Список було вперше опубліковано у квітні 2008 року. Згодом, у серпні 2008, Forbes опублікував новий список, який зосередився виключно на злочинах білих комірців : 10 білих комірців, що найбільш розшукуються. Список був оновлений у 2011 після вбивства Усами бен Ладена.

## Список

### 2008[1]
1. Усама бен Ладен
2. Хоакін Гусман Лоера
3. Алімжан Турсунович Тохтахунов
4. Давуд Ібрагім
5. Маттео Мессіна Денаро
6. Фелісьєн Кабу́га
7. Мануель Маруланда Велес
8. Джозеф Коні
9. Джеймс Вайті Балджер
10. Омід Тахвілі

### 2011
1. Хоакін Гусман Лоера — мексиканський наркобарон, лідер картелю Сіналоа.
2. Айман аз-Завахірі єгипетський лідер Аль-Каїди після вбивства Усами бен Ладена.
3. Давуд Ібрагім — індійський лідер кримінальної організації D-Company.
4. Семен Юдкович Могилевич — один із лідерів ОЗУ «сонцівські», який є громадянином Росії, Угорщини та Ізраїлю.
5. Насір аль-Вухаїші — єменський лідер Аль-Каїди
6. Маттео Мессіна Денаро — сицилійський мафіозо.
7. Алімжан Турсунович Тохтахунов — один із найбільших кримінальних авторитетів Росії.
8. Фелісьєн Кабуга — руандський бізнесмен, брав участь в організації фінансування в 1994 році геноциду в Руанді.
9. Коні Джозеф — угандський ватажок Армії опору Господа.
10. Доку Умаров.